# Melolontha tamina
Melolontha tamina är en skalbaggsart som beskrevs av Shuhei Nomura 1964. Melolontha tamina ingår i släktet Melolontha och familjen Melolonthidae. Inga underarter finns listade i Catalogue of Life.